# Zbigniew Badowski
Zbigniew Hubert Badowski (ur. 20 stycznia 1900 w Regowie Starym k. Kozienic, zm. wiosną 1940 w Katyniu) – porucznik artylerii w stanie spoczynku Wojska Polskiego, ofiara zbrodni katyńskiej.

## Życiorys
Urodził się w rodzinie Konrada Badowskiego i Balbiny z Wosatków. Był bratem Kazimierza Badowskiego – działacza robotniczego i komunistycznego oraz Czesława Badowskiego – nauczyciela i leśnika. 
Walczył w wojnie 1920 r., w szeregach 24 pułku piechoty, 18 pułku artylerii lekkiej i 18 Brygady Artylerii jako oficer zwiadu.
W 1923 awansowany do stopnia porucznika. Do 1928 dowódca baterii, następnie oficer żywnościowy pułku. W 1931 przeniesiony w stan spoczynku.
W czasie kampanii wrześniowej 1939, po agresji ZSRR na Polskę, w nieznanych okolicznościach wzięty do niewoli przez Sowietów i osadzony w obozie jenieckim w Kozielsku. Wiosną 1940 został zamordowany przez funkcjonariuszy NKWD w lesie katyńskim i tam pogrzebany w bezimiennej mogile zbiorowej, gdzie po 60 latach otwarto Polski Cmentarz Wojenny w Katyniu. W miejscu tym prowadzone były ekshumacje i prace archeologiczne. W czasie ekshumacji przeprowadzonej w 1943, odnaleziono przy nim zaświadczenie i ofic. leg., a zwłoki oznaczono numerem 1883. Figuruje na liście wywózkowej z 1 kwietnia 1940.
Autor pracy Zarys historii wojennej 18-go Pułku Artylerii Polowej. Warszawa: Zakłady Graficzne „Polska Zjednoczona”, 1930, seria: Zarys historii wojennej pułków polskich 1918-1920. Brak numerów stron w książce
5 października 2007 minister obrony narodowej Aleksander Szczygło mianował go pośmiertnie na stopień kapitana. Awans został ogłoszony 9 listopada 2007 w Warszawie, w trakcie uroczystości „Katyń Pamiętamy – Uczcijmy Pamięć Bohaterów”.

## Ordery i odznaczenia
- Medal Pamiątkowy za Wojnę 1918-1921 "Polska Swemu Obrońcy"[3][2]
- Medal Dziesięciolecia Odzyskanej Niepodległości[3][2]